# Municipio de Montpelier (Iowa)
El municipio de Montpelier (en inglés: Montpelier Township) es un municipio ubicado en el condado de Muscatine en el estado estadounidense de Iowa. En el año 2010 tenía una población de 869 habitantes y una densidad poblacional de 15,09 personas por km².

## Geografía
El municipio de Montpelier se encuentra ubicado en las coordenadas 41°28′12″N 90°50′12″O / 41.47000, -90.83667. Según la Oficina del Censo de los Estados Unidos, el municipio tiene una superficie total de 57.58 km², de la cual 55,75 km² corresponden a tierra firme y (3,18 %) 1,83 km² es agua.

## Demografía
Según el censo de 2010, había 869 personas residiendo en el municipio de Montpelier. La densidad de población era de 15,09 hab./km². De los 869 habitantes, el municipio de Montpelier estaba compuesto por el 96,09 % blancos, el 0,12 % eran afroamericanos, el 0,46 % eran amerindios, el 1,15 % eran de otras razas y el 2,19 % eran de una mezcla de razas. Del total de la población el 5,29 % eran hispanos o latinos de cualquier raza.